# قلعه جمشیدی

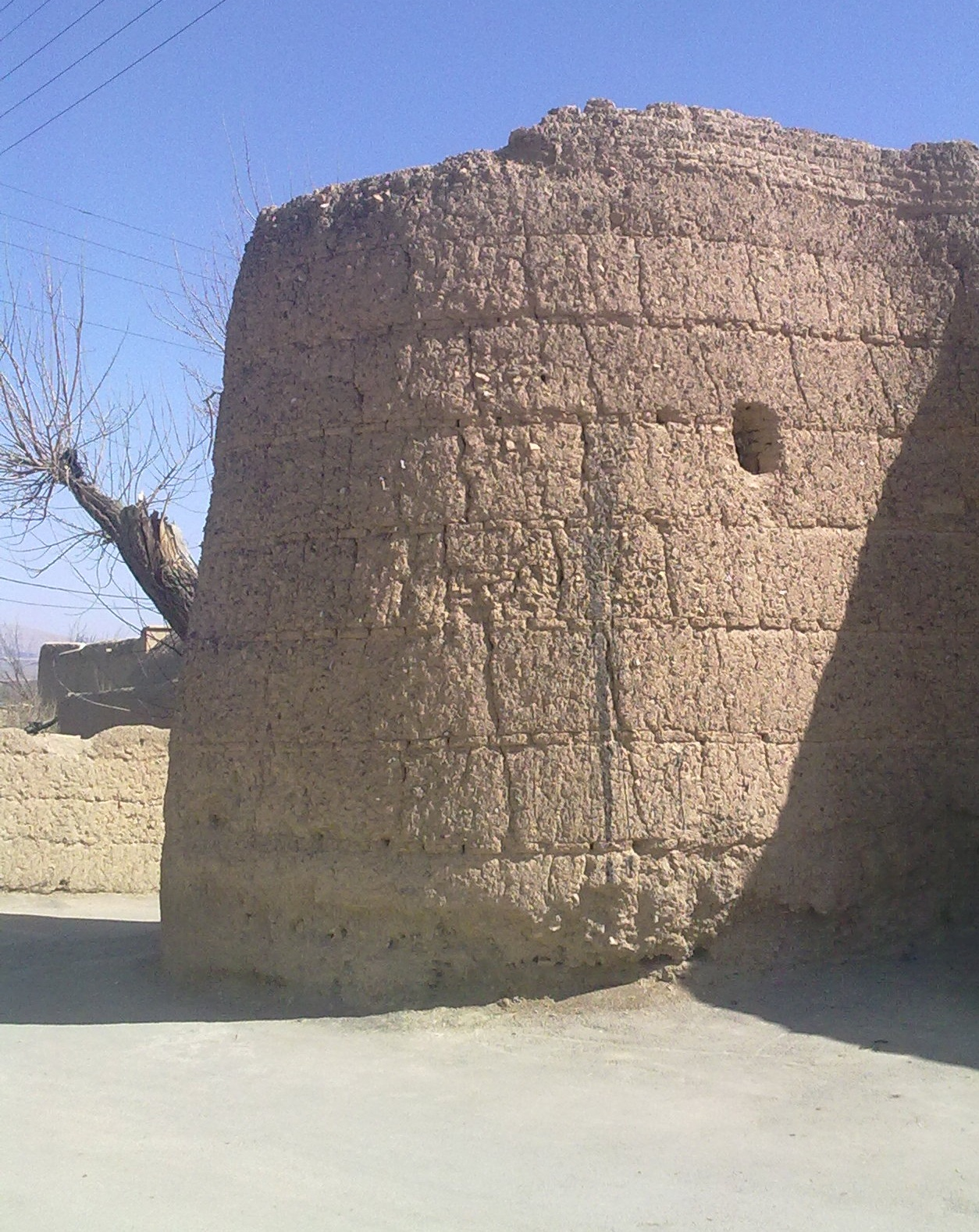
قلعه جمشیدی یا قلعه گبری

قلعه جمشیدی از آثار باستانی شهر نیم‌ور واقع در استان مرکزی است که به قلعه گبری نیز معروف است. از آثار دوره ساسانی محسوب می‌شود.
تاریخ‌نگاران قدمت این بنای باستانی را به زمان پادشاهی جمشید نسبت داده‌اند.
این قلعه، دارای خندق و دروازه چوبی مجهز به ابزارهای ضد حریق بوده‌است و راه‌های پنهانی، آن را به خارج وصل می‌کرده. بالای دروازه قلعه، تالاری بوده که ۲۰ نفر می‌توانسته‌اند در آنجا تیراندازی کنند. در داخل این قلعه کانال‌های زیر زمینی وجود داشته که به زمین‌های زراعی اطراف شهر منتهی می‌شده‌است.
گفته شده آزادخان افغانی در حمله‌ای که به این شهر داشته، نتوانسته به این قلعه نفوذ کند و مردم این شهر در اینجا سنگر گرفته بودند. این محاصره مدت‌ها ادامه یافت و هیچ‌کس قادر به نفوذ به داخل قلعه نشده‌است. اهالی شهر در زمان محاصره به صورت محرمانه از کانال‌های زیر زمینی بیرون رفته و آزوقه به داخل قلعه حمل می‌کرده‌اند.
متأسفانه این قلعه در حال تخریب است. از این قلعه هنوز نبشی و بخشی از دیواره جنوبی و شرقی باقی مانده که آن هم رو به ویرانی است.